# Felling (Tyne and Wear)
Pour les articles homonymes, voir Felling.
Felling est une localité anglaise située dans le district métropolitain de Gateshead du Tyne and Wear.